# Alue Rindang
Alue Rindang is een bestuurslaag in het regentschap Aceh Besar van de provincie Atjeh, Indonesië. Alue Rindang telt 848 inwoners (volkstelling 2010).